# فرودگاه بین‌المللی ژنرال وین براندزینو داونینگ پیوریا
فرودگاه بین‌المللی ژنرال وین براندزینو داونینگ پیوریا (به انگلیسی: General Wayne A. Downing Peoria International Airport) یک فرودگاه همگانی بهره‌برداری هوایی با کد یاتا PIA است که یک باند فرود بتن دارد و طول باند آن ۳۰۸۰ متر است. این فرودگاه در کشور ایالات متحده آمریکا قرار دارد و در ارتفاع ۲۰۱ متری از سطح دریا واقع شده‌است.

## شرکت‌های هواپیمایی و مقصدهای پروازی
| شرکت‌های هواپیمایی | مقصدهای پروازی    |
| ----------------- | ----------------- |
| آنگارا ایرلاینز   | ایرکوتسک، تولمچوا |
| Gazpromavia       | ونوکووا، نویابرسک |
| Turukhan          | اوست-کوت          |